# Barb Jungr
Barb Jungr (* 9. Mai 1954 in Rochdale, England) ist eine Sängerin mit tschechischen und deutschen Vorfahren. Sie ist bekannt als Interpret der Chansons in der französischen Tradition und des europäischen Kabaretts. Auch Rock- und Jazzstandards interpretiert sie in ihrem persönlichen Stil.

## Leben
Barb Jungrs Vater war der tschechische Wissenschaftler Miroslav Jungr, die Mutter war eine deutsche Krankenschwester. Sie wuchs in Stockport in England auf.
In den 1970er Jahren zog sie nach London, wo sie mit ihrer vokalen Harmoniegruppe The Three Courgettes Teil der alternativen Kabarettszene war.
Dann begann sie gemeinsam mit Michael Parker zu komponieren. Zusammen gingen sie auf Tourneen und nahmen eine Reihe von Alben auf. Sie arbeiteten mit den Komikern Julian Clary und Arnold Brown zusammen, unterstützten Alexei Sayle und war präsent in Radio und Fernsehen.
Im Jahr 2002 produzierte sie das Album Every Grain Of Sand bei Linn Records mit neuen Arrangements der Lieder von Bob Dylan. 2005 produzierte sie die Platte Love Me Tender mit Liedern von Elvis Presley, 2008 die Platte Just Like A Woman - Hymn To Nina, wo sie die Lieder von Nina Simone neu interpretiert. 2025 legte sie Hallelujah Oo Desolation Row: The Songs of Bob Dylan & Leonard Cohen vor.

## Diskografie

### Soloalben
- Bouquet of Barbs (1985)
- Bare (1999) Irregular Records
- Bare Again re-release (2007) Premiere Jazz
- Chanson: The Space In Between (2000) Linn Records
- Every Grain of Sand: Barb Jungr Sings Bob Dylan (2002) Linn Records
- Waterloo Sunset (2003) Linn Records
- Love Me Tender (2005) Linn Records
- Walking In The Sun  (2006) Linn Records
- No Regrets: the remarkable Barb Jungr (2007) Australische Compilation ABC Jazz
- Just Like A Woman - Hymn To Nina (2008) Linn Records
- The Men I Love -The New American Songbook (2010) Naimlabel
- Man in the Long Black Coat (2011) Linn Records